# Buotama
Buotama, Botoma – rzeka w Rosji, w Jakucji; prawy dopływ Leny. Długość 418 km; powierzchnia dorzecza 12 600 km²; średni roczny przepływ przy ujściu 43 m³/s.
Źródła na północnych stokach Gór Ałdańskich; płynie w kierunku północno-wschodnim po Płaskowyżu Nadleńskim zbliżając się stopniowo do Leny; uchodzi do Leny ok. 130 km powyżej Jakucka.
Zamarza od końca października do początku maja; zasilanie śniegowo-deszczowe.